# بقیق
بِقِیْق (به عربی: بِقَیْق) در عربستان سعودی است که در استان شرقیه واقع شده‌است. ساکنان آن مسلمان اهل سنت 

## خصوصیات
بقیق ۴۴٬۰۰۰ نفر جمعیت دارد.